# Міський округ (КНР)
Міський округ (також місто-округ, місто окружного рівня, місто-префектура; кит. спр. 地级市, піньїнь: dìjíshì, акад. діцзіши, англ. Prefecture-level city) — адміністративна одиниця окружного рівня в Китаї. Міські округи не є «містами» в звичному сенсі слова, оскільки крім власне міської зони вони включають великі сільські території, тому назва «міський округ» є більш коректною.
Міські округи входять до складу провінцій. Власне центральне місто зазвичай ділиться на райони (市辖区 шисяцюй, або просто 区 цюй), а решта (переважно сільська) частина округу на повіти і міські повіти.
| Рік  | Число округів | Число міських округів (КНР) |
| ---- | ------------- | --------------------------- |
| 1983 | 323           | 145                         |
| 1988 | 334           | 183                         |
| 1993 | 335           | 196                         |
| 1998 | 331           | 227                         |
| 2003 | 333           | 282                         |
| 2008 | 333           | 283                         |

## Історія
Перший міський округ КНР був утворений 5 листопада 1983 року. Спочатку міськими були більш урбанізовані округи, зокрема округи в яких знаходилися центри провінцій і інші великі міста. Однак поступово все більше число округів ставало міськими і в 1980-2000-ті роки більшість округів було перетворено в міські округи.
В даний час в Китаї міські округи становлять більшість одиниць окружного рівня (283 з 348). У більшості провінцій одиниці окружного рівня представлені виключно міськими округами. З 22 провінцій і 5 автономних регіонів, що знаходяться під управлінням уряду КНР, тільки в трьох провінціях (Юньнань, Гуйчжоу, Цінхай) і в двох автономних районах (Сіньцзян і Тибет) є більше трьох одиниць окружного значення, які не є міськими округами.

## Критерії
Існують наступні критерії, які надають право округу стати міським:
- Міський центр з міським населенням понад 250 тисяч осіб
- Обсяг валової продукції промисловості понад 200 мільйонів юанів
- Обсяг валової продукції обробної промисловості повинен перевищувати обсяг добувної на понад 35 % ВВП